# إذنبة
إٍذْنٍبَّة، قرية فلسطينية مهجرة، تقع في أقصى جنوب قضاء الرملة وهي في منتصف الطريق بين قريتي التينة ومغلّس. احتلها اليهود في تاريخ 9 تموز/ يوليو من عام 1948.

## القرية جغرافيًّا وتاريخيًّا
بُنيَت على أرض كثيرة التلال، كانت تُشرف على سهول واسعة في اتجاه الغرب والشمال والجنوب. كما ربطتها طريق فرعية ممتدة شمالًا بطريق عام يصل غزة بطريق القدس- الرملة العام. من الجائز أن تكون بُنيت في موقع مستوطنة «دانوبا» (Danuba) الرومانية، وهكذا أطلق عليها الصليبيون أيضًا «دانوبا». في سنة 1596، كانت إذنبّة قرية في ناحية غزة (لواء غزة). في أواخر القرن التاسع عشر، وُصفت إذنبّة بأنّها قرية مبنية من الحجارة والطين على أرض مرتفعة، مسيّجة بالصبّار، وفي ركنها الجنوبي بستان تين.

## احتلال القرية وتطهيرها عرقيًّا
اندفعت فرق إسرائيلية من لواء غيفعاتي نحو القرية، استولت عليها في فترة الأيام العشرة بين الهدنتين (8-18 تموز/يوليو 1948). كما يعدّها المؤرّخ الإسرائيلي بِني موريس في جملة القرى التي سقطت في 9-10 تموز/يوليو، خلال عملية أن-فار.

## القرية اليوم
حُوّل الموقع والأراضي المحيطة به إلى مراعٍ وغابات، كما مُهّدت رقعة واسعة بالجرافات. بالإضافة لذلك، يتبعثر في أنحاء متفرقة من الموقع بقايا المنازل الحجرية والحيطان.
وثمة كهوف طبيعية ذات مداخل اصطناعية مقنطرة في الركن الغربي الأعلى من الموقع.

## المستعمرات الإسرائيلية على أراضي القرية
لا مستعمرات إسرائيلية على أراضي القرية. أمّا مستعمرة «كفار مناحم»، التي بُنيت في سنة 1937، فتبعد نحو كيلومترين إلى الجنوب الغربي من موقع القرية. كما أُقيمت مستعمرة «حروفيت» في أوائل الخمسينات على بعد نحو كيلو متر إلى الغرب من موقع القرية؛ استُعملت مخيّم انتقال للمهاجرين اليهود الجدد، لكنّها لم تعد آهلة.